# 주부 김광자의 제3활동
《주부 김광자의 제3활동》은 MBC에서 2010년 9월 22일에 방영된 추석 특집 드라마이다. 또한 2007년 막을 내린 MBC 베스트극장 이후 약 3년 만에 MBC 일요 드라마 극장으로 단막극이 부활을 하며 제작된 5편 중 첫 번째 작품이다. 2009년 경북시나리오 공모전 최우수상 수상작이다.

## 줄거리
평생을 가족에게 헌신한 평범한 주부 김광자는 다가오는 생일에 대한 부푼 꿈을 꾸고 있지만, 막상 그 날이 되었지만 가족들은 그녀의 생일을 기억하지도 못한다. 장례식장에 가봐야 한다는 남편과, 독서실에서 자고 온다는 딸로 인해 혼자 어두운 집안에 남게 되면서 서러움이 몰려온다. 우연히 꽃미남 래퍼의 노래를 듣게 되면서 생활의 활력을 얻게 되고, 돈을 아껴 그 래퍼의 CD를 사고 팬카페를 구경하고 싶어 컴퓨터 학원에 등록한다.

## 등장 인물

### 주요 인물
- 양미경 : 김광자 역
- 김갑수 : 최병구 역 - 광자의 남편
- 정경호 : 정 원장 역
- 이준 : 래퍼 진 역
- 한보배 : 최윤선 역 - 광자의 딸
- 하승리 : 나유미 역

### 그 외 인물
- 이순성
- 박정민
- 염재욱
- 최성웅
- 문경민
- 차영옥
- 정은숙
- 전성애
- 오정원
- 장준호
- 이진목
- 김수완
- 전혜영
- 박지영
- 김나연

### 특별출연
- 데니 안 : 대형매장 음반 코너 직원 역
- 전환규 : 그룹 진스의 팬미팅 사회자 역
- MBLAQ : 그룹 진스 역